# Матюхи (Сітьковське сільське поселення)
Матюхи (рос. Матюхи) — присілок Велізького району Смоленської області Росії. Входить до складу Сітьковського сільського поселення.
Населення — 3 особи (2007 рік). 